# Port-Fouad
Port-Fouad (en arabe : Borfouad / بورفؤاد) est une ville portuaire du nord-est de l'Égypte au débouché du canal de Suez dans la mer Méditerranée et la partie asiatique du Gouvernorat de Port-Saïd.
La ville de Port-Fouad est inaugurée le 21 décembre 1926. À la différence des autres villes du canal de Suez (Ismaïlia, Port-Saïd et Suez), qui se sont développées dans la précipitation pour répondre aux nécessités des travaux du percement du canal, la ville de Port-Fouad, sur la rive orientale du canal, a été conçue comme un objet de perfection reflétant l'esprit de la Compagnie universelle du canal maritime de Suez en Égypte.

## Construction de la ville au début du XXesiècle
Les archives privées de la compagnie permettent d'attirer l'attention sur cette fondation ; jusqu'à présent, Ismailia a fait l'objet de plus d'études ; or, les cartons d'archives concernant la gestion des villes du canal, les notes éditées par la compagnie dans un but publicitaire ainsi qu'un film réalisé par la compagnie en 1929, mettent très clairement en avant l'importance de Port-Fouad. Cette cité est une œuvre de maturité de la compagnie ; son plan, élaboré par les architectes Hanser et Roucou, correspond à une vision de l'entreprise tout empreinte des idées du socialisme utopique consacrant le lien entre l'organisation des hommes et celle du travail ; on connaît l'importance du saint-simonisme sur Ferdinand de Lesseps ; en outre, une brochure sur Robert Owen et la commune idéale accompagne les dossiers sur la politique du logement.
Commune idéale, Port-Fouad l'est par ses aspects fonctionnels, hygiéniques et esthétiques. Port-Fouad est, en effet, le lieu principal de production de la compagnie avec ses ateliers généraux, s'opposant à la ville administrative, Ismailia. Lieu du travail manuel, elle est pensée comme le lieu de l'épanouissement du personnel, avec une prise en charge totale de ce dernier à travers les logements, les loisirs, l'éducation, et avec l'introduction de tous les avantages des sciences et du progrès, avec toutefois des adaptations au contexte politique : la ségrégation spatiale entre Européens et Indigènes apparaît nettement.
Ville modèle de l'entreprise, Port-Fouad permet une lecture de l'action de la Compagnie de Suez en Égypte : l'importation d'un capitalisme éclairé, la modélisation de son environnement social et paysager, et la mise en place de structures qui gardent l'aspect artificiel des créations coloniales et procédait à la réfection des ateliers d’Ismaïlia et de Port-Tewfik.